# Chester-Chester Depot
Chester-Chester Depot o Chester es un lugar designado por el censo ubicada en el condado de Windsor en el estado estadounidense de Vermont. En el año 2010 tenía una población de 1005 habitantes y una densidad poblacional de 295 personas por km².

## Geografía
Chester-Chester Depot se encuentra ubicada en las coordenadas 43°15′46″N 72°35′49″O / 43.26278, -72.59694.

## Demografía
Según la Oficina del Censo en 2000 los ingresos medios por hogar en la localidad eran de $30,804 y los ingresos medios por familia eran $41,250. Los hombres tenían unos ingresos medios de $30,536 frente a los $25,208 para las mujeres. La renta per cápita para la localidad era de $18,863. Alrededor del 12.3% de la población estaban por debajo del umbral de pobreza. En el CDP separaron la población  con 22.7% bajo edad de 18 años, 6,0% de 18 a 24, el 25,9% de 25 a 44, 24.0% de 45 a 64, y 21,3% que son 65 años de edad o más. La mediana de edad fue de 42 años.